# Tignanello

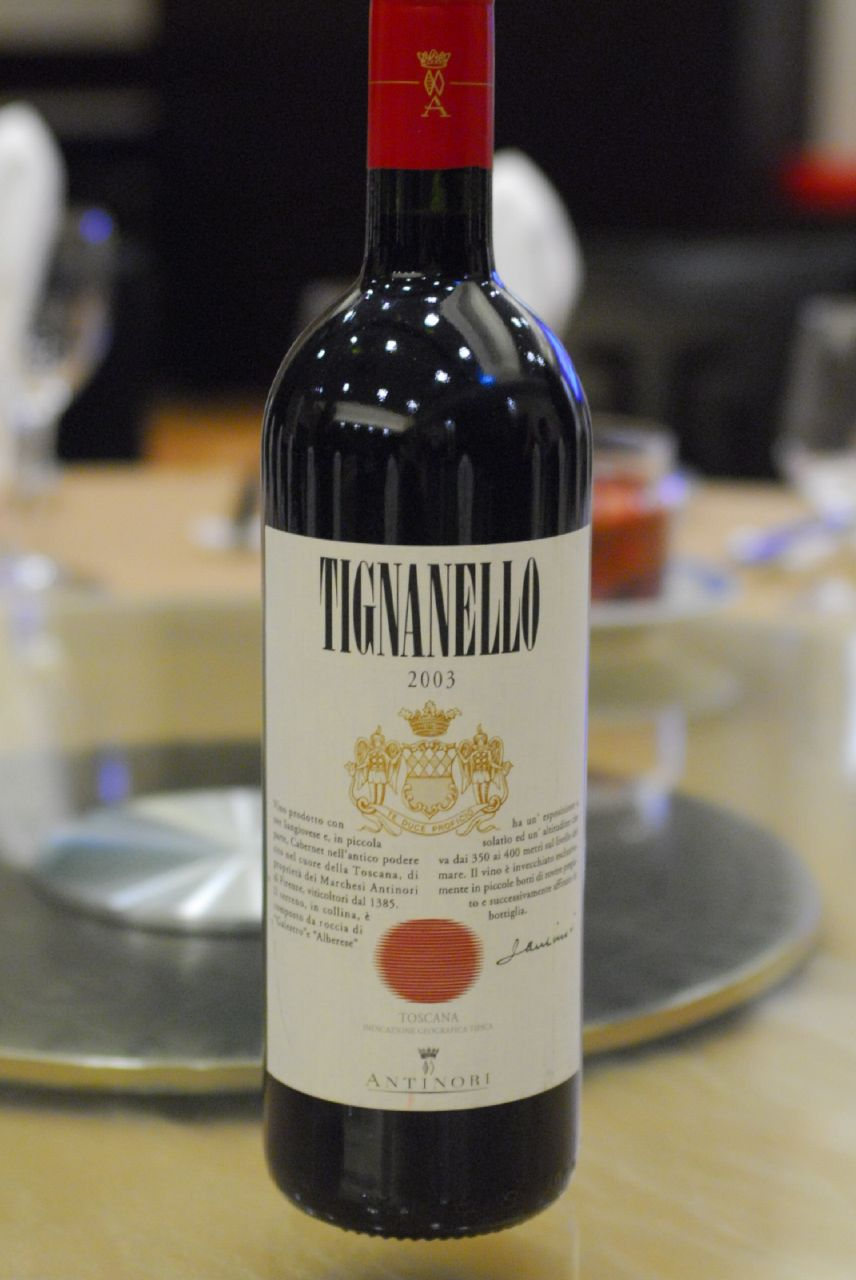
Tignanello, annata 2003

Tignanello è la denominazione che fu data negli anni '70 ad un nuovo vino prodotto dall'antica casa degli Antinori e che prende il nome dalla Tenuta di Tignanello, zona di produzione nel comune di San Casciano in Val di Pesa. Il toponimo Tignanello potrebbe derivare dalla divinità etrusca Tinia, l'equivalente di Zeus.

## Storia
Il Tignanello ha vinto premi internazionali ed è stato inserito più volte nella top ten internazionale della rivista Wine Spectator .
Il vino prodotto per la prima volta nel 1970 da Piero Antinori aveva la caratteristica di comprendere anche uva Cabernet Sauvignon e Cabernet Franc e di essere affinato in barrique, uscendo di fatto dal disciplinare storico del vino Chianti Classico DOCG così come fu stabilito da Bettino Ricasoli. Per questo motivo perse la denominazione DOC e rimase con la sola generica indicazione vino da tavola fino al 1994 quando poté fregiarsi della IGT.
Dopo il primo esperimento dal 1975 fu rimossa completamente l'uva bianca, adesso la composizione è 80% Sangiovese, 15% Cabernet Sauvignon e 5% Cabernet Franc e la gradazione di 13,50%. Questo rapporto fra le uve è stato così dal 1995 con l'eccezione del periodo 2001-2006 in cui il Sangiovese era aumentato all'85% a scapito del Cabernet Sauvignon che fu portato al 10%.
In pratica è stato, assieme al Sassicaia il precursore dei vini Super Tuscan che sono riusciti ad ottenere numerosi riconoscimenti in tutto il mondo.